# Il centenario che saltò dalla finestra e scomparve
Il centenario che saltò dalla finestra e scomparve (in svedese Hundraåringen som klev ut genom fönstret och försvann) è il primo romanzo di Jonas Jonasson, edito nel 2009. In quello stesso anno risultò essere il libro più venduto in Svezia, è stato poi tradotto in oltre trenta lingue.

## Trama
Allan Karlsson compie cento anni e per l'occasione la casa di riposo dove vive intende festeggiare la ricorrenza in pompa magna, con tutte le autorità. Allan, però, è di un'altra idea. Così decide, di punto in bianco, di darsela a gambe. Con le pantofole ai piedi scavalca la finestra e si dirige nell'unico luogo dove la megera direttrice dell'istituto non può riacciuffarlo, alla stazione degli autobus, per allontanarsi anche se non sa bene verso dove.
Nell'attesa del primo pullman in partenza, Allan si imbatte in un ceffo strano, giovane, biondo e troppo fiducioso che l'attempato Allan non sia capace di colpi di testa. Non potendo entrare nella piccola cabina della toilette pubblica insieme all'ingombrante valigia cui si accompagna, il giovane chiede ad Allan, con una certa scortesia, di vigilare bene che nessuno se ne appropri mentre disbriga le sue necessità. Mai avrebbe pensato, il biondo, quanto gli sarebbe costata questa fiducia malriposta e quella necessità fisiologica.
La corriera per-non-si-sa-dove sta partendo, infatti. Allan non può perderla se vuole seminare la megera che ha già dato l'allarme, e così vi sale, naturalmente portando con sé quella grossa, misteriosa valigia. Egli non sa ancora che quel biondino scialbo è, seppur sprovveduto, un criminale pronto a tutto per riprendersi la sua valigia e fare fuori l'arzillo vecchietto. Da questo punto continuano le incredibili avventure di Allan che lo avevano già portato in passato a viaggiare per il mondo e a incontrare svariati personaggi storici quali Francisco Franco, Harry S. Truman, Iosif Stalin e Mao Tse-Tung. Tutta la vicenda è costellata da una girandola di equivoci e viene narrata in una sequenza cronologica lineare, ma a più riprese si intreccia con i flashback che ripercorrono la vita del protagonista nella galleria di personaggi incredibili e grotteschi da lui conosciuti.

## Adattamento cinematografico
Dal romanzo, nel 2013, è stato tratto l'omonimo film diretto da Felix Herngren, nominato nel 2016 al premio Oscar al miglior trucco e acconciatura.

## Edizioni
- Jonas Jonasson, Il centenario che saltò dalla finestra e scomparve, Bompiani (collana Narratori stranieri Bompiani), 2011,  p. 446, ISBN 88-452-6652-4.